# 2010년 대한민국의 주말 흥행 1위 영화 목록
다음은 2010년 대한민국에서 주말(금요일 ~ 일요일) 간 박스오피스 1위를 달성한 영화의 목록이다.
| #  | 날짜             | 영화                                  | 수입 (단위: ₩) | 비고 |
| -- | ---------------- | ------------------------------------- | -------------- | ---- |
| 1  | 2010년 1월 10일  | 《아바타》                            | 7,706,712,500  |      |
| 2  | 2010년 1월 17일  | 《아바타》                            | 6,907,444,000  |      |
| 3  | 2010년 1월 24일  | 《아바타》                            | 6,280,896,000  |      |
| 4  | 2010년 1월 31일  | 《아바타》                            | 5,697,407,000  |      |
| 5  | 2010년 2월 7일   | 《의형제》                            | 5,615,498,500  |      |
| 6  | 2010년 2월 14일  | 《의형제》                            | 5,588,125,000  |      |
| 7  | 2010년 2월 21일  | 《의형제》                            | 4,444,759,000  |      |
| 8  | 2010년 2월 28일  | 《의형제》                            | 3,424,162,500  |      |
| 9  | 2010년 3월 7일   | 《이상한 나라의 앨리스》              | 5,319,405,000  |      |
| 10 | 2010년 3월 14일  | 《이상한 나라의 앨리스》              | 5,228,703,500  |      |
| 11 | 2010년 3월 21일  | 《셔터 아일랜드》                     | 2,552,869,000  |      |
| 12 | 2010년 3월 28일  | 《그린 존》                           | 1,959,730,500  |      |
| 13 | 2010년 4월 4일   | 《타이탄》                            | 7,757,742,000  |      |
| 14 | 2010년 4월 11일  | 《타이탄》                            | 4,597,795,000  |      |
| 15 | 2010년 4월 18일  | 《타이탄》                            | 2,116,928,000  |      |
| 16 | 2010년 4월 25일  | 《베스트셀러》                        | 1,654,605,000  |      |
| 17 | 2010년 5월 2일   | 《아이언 맨 2》                       | 10,507,313,000 |      |
| 18 | 2010년 5월 9일   | 《아이언 맨 2》                       | 5,039,488,500  |      |
| 19 | 2010년 5월 16일  | 《하녀》                              | 5,139,902,000  |      |
| 20 | 2010년 5월 23일  | 《드래곤 길들이기》                   | 7,826,349,500  |      |
| 21 | 2010년 5월 30일  | 《페르시아의 왕자: 시간의 모래》      | 4,737,693,000  |      |
| 22 | 2010년 6월 6일   | 《방자전》                            | 4,698,730,500  |      |
| 23 | 2010년 6월 13일  | 《방자전》                            | 3,138,575,500  |      |
| 24 | 2010년 6월 20일  | 《포화속으로》                        | 6,043,249,500  |      |
| 25 | 2010년 6월 27일  | 《나잇&데이》                         | 3,687,347,000  |      |
| 26 | 2010년 7월 4일   | 《슈렉 포에버》                       | 7,122,139,100  |      |
| 27 | 2010년 7월 11일  | 《이클립스》                          | 5,817,649,000  |      |
| 28 | 2010년 7월 18일  | 《이끼》                              | 6,616,987,000  |      |
| 29 | 2010년 7월 25일  | 《인셉션》                            | 7,164,696,000  |      |
| 30 | 2010년 8월 1일   | 《솔트》                              | 6,630,615,500  |      |
| 31 | 2010년 8월 8일   | 《아저씨》                            | 5,518,812,500  |      |
| 32 | 2010년 8월 15일  | 《아저씨》                            | 5,943,078,000  |      |
| 33 | 2010년 8월 22일  | 《아저씨》                            | 5,063,655,500  |      |
| 34 | 2010년 8월 29일  | 《아저씨》                            | 4,104,301,000  |      |
| 35 | 2010년 9월 5일   | 《아저씨》                            | 2,961,918,500  |      |
| 36 | 2010년 9월 12일  | 《해결사》                            | 4,172,257,500  |      |
| 37 | 2010년 9월 19일  | 《무적자》                            | 2,372,194,500  |      |
| 38 | 2010년 9월 26일  | 《시라노; 연애조작단》                | 3,243,860,000  |      |
| 39 | 2010년 10월 3일  | 《시라노; 연애조작단》                | 2,146,022,500  |      |
| 40 | 2010년 10월 10일 | 《시라노; 연애조작단》                | 1,789,502,000  |      |
| 41 | 2010년 10월 17일 | 《심야의 FM》                         | 2,183,453,000  |      |
| 42 | 2010년 10월 24일 | 《심야의 FM》                         | 2,144,767,500  |      |
| 43 | 2010년 10월 31일 | 《부당거래》                          | 4,810,511,000  |      |
| 44 | 2010년 11월 7일  | 《부당거래》                          | 3,905,362,000  |      |
| 45 | 2010년 11월 14일 | 《초능력자》                          | 5,437,747,500  |      |
| 46 | 2010년 11월 21일 | 《초능력자》                          | 3,092,095,000  |      |
| 47 | 2010년 11월 28일 | 《스카이라인》                        | 3,155,836,000  |      |
| 48 | 2010년 12월 5일  | 《쩨쩨한 로맨스》                     | 3,708,145,000  |      |
| 49 | 2010년 12월 12일 | 《나니아 연대기: 새벽 출정호의 항해》 | 4,472,044,500  |      |
| 50 | 2010년 12월 19일 | 《해리 포터와 죽음의 성물 1부》       | 6,021,524,000  |      |
| 51 | 2010년 12월 26일 | 《황해》                              | 6,433,930,000  |      |
| 52 | 2011년 1월 2일   | 《라스트 갓파더》                     | 7,619,114,000  |      |

## 참고 자료
- KOFIC 영화진흥위원회 주간/주말 박스오피스 참고